# أوتو أوساكو
أوتو أوساكو (باليابانية: 大迫 蒼人) (مواليد 23 مايو 2003) هو لاعب كرة قدم ياباني.

## وصلات خارجية
- أوتو أوساكو على موقع رابطة كرة القدم اليابانية للمحترفين (اليابانية)
- أوتو أوساكو على موقع Soccerway.com (الإنجليزية)
- أوتو أوساكو على موقع عالم كرة القدم.نت (الإنجليزية)